# Eagan, Minnesota
Eagan, Minnesota là một thành phố thuộc quận Dakota trong tiểu bang Minnesota, Hoa Kỳ. Thành phố có diện tích km2, dân số theo điều tra năm 2000 của Cục điều tra dân số Hoa Kỳ là 64.206 người.
Eagan nằm ở phía nam của Saint Paul trong quận Dakota. Thành phố nằm trên bờ phía nam của sông Minnesota, thượng nguồn từ hợp lưu với sông Mississippi. Eagan và các vùng ngoại ô lân cận tạo thành phần phía nam của Minneapolis-St. Paul, vùng đô thị lớn nhất thứ mười lăm tại Hoa Kỳ, với khoảng 3,6 triệu dân.
Nguyên một Ailen nông thôn nông nghiệp cộng đồng và "thủ đô hành của Hoa Kỳ", Eagan trở thành thành phố lớn thứ tám bang Minnesota theo cuộc tổng điều tra dân số Hoa Kỳ năm 2000. Sự tăng trưởng lớn nhất trong Eagan đã diễn ra sau khi di dời và mở rộng quốc lộ 77 cùng với việc xây dựng cây cầu mới với sáu làn xe (với ba hướng bắc và ba của đường hướng Nam) qua sông Minnesota vào năm 1980 và hoàn thành đoạn xa lộ cuối cùng Interstate 35E theo hướng nam từ xa lộ bang Minnesota số 110 trong Mendota Heights đến khu vực nơi mà nó nhập vào 35W ở Burnsville vào giữa những năm 1980. Biên giới phía Bắc của nó là chủ yếu dọc theo xa lộ Interstate 494. Biên giới phía nam của nó là khoảng một dặm về phía nam của đường Cliff. Biên giới phía đông của nó chủ yếu chạy dọc theo xa lộ bang Minnesota số 3. Biên giới phía tây chạy chủ yếu dọc theo bờ Nam sông Minnesota. Hiện nay các vùng ngoại ô thứ tư lớn nhất trong vùng đô thị, Eagan là chủ yếu là thành phố cư trú cho dân cả hai thành phố Minneapolis và Saint Paul. 